# 11690 Carodulaney
11690 Carodulaney è un asteroide della fascia principale. Scoperto nel 1998, presenta un'orbita caratterizzata da un semiasse maggiore pari a 2,2762146 au e da un'eccentricità di 0,0797228, inclinata di 6,05655° rispetto all'eclittica.
L'asteroide è dedicato alla studentessa statunitense Caroline Ann DuLaney.